# Pyrazolidin
Pyrazolidin ist eine chemische Verbindung bestehend aus einem fünfgliedrigen gesättigten Ring, der zwei benachbarte Stickstoffatome besitzt. Sie bildet die Grundstruktur der Pyrazolidine. Ihr ungesättigtes Analogon ist das Pyrazol.

## Darstellung
Pyrazolidin kann aus der Cyclisierung von 1,3-Dichlorpropan oder 1,3-Dibrompropan mit Hydrazin gewonnen werden.
{\displaystyle \mathrm {Br{-}(CH_{2})_{3}{-}Br\ +\ N_{2}H_{4}\ {\xrightarrow {\Delta T}}\ C_{3}H_{8}N_{2}\ +\ 2HBr} }

## Eigenschaften
Es handelt sich um eine bei Raumtemperatur flüssige Verbindung, die bei 10–12 °C erstarrt und bei 138 °C siedet. Die Verbindung ist an Luft stabil, ist jedoch stark hygroskopisch.